# 피에르 로티
피에르 로티(Pierre Loti, 1850년 1월 14일 ~ 1923년 6월 10일)는 프랑스 해군 장교인 동시에 소설가이다. 본명은 줄리앙 비오(Julien Viaud)이다.
비스케 만을 바라보는 항구의 소도시에서 태어났다. 대대로 배타는 집안이어서 유년 시대부터 바다의 매력에 이끌렸다. 1867년 브레스트 해군사관학교에 입학하여 졸업 후 해군 장교로서 세계의 바다를 두루 돌아다녔다. 그리하여 섬세하고 다감한 필치로 여러 곳의 풍물과 이국 여성과의 사랑을 엮어 이국 취미의 특이한 문학을 구축하였다.
작품으로는 이스탄불의 비련을 말한 《아지야데》(1879), 타히티의 풍치와 관능을 묘사한 《로티의 결혼》(1980), 세네갈의 사막에서 작열하는 애욕을 그린 《아프리카 기병》(1881), 나가사키의 일본 아가씨와 메이지 중기의 세상을 부각한 《국화부인》(1887), 결혼 8일 만에 아이슬란드의 바다로 모습을 감춘 브르타뉴의 어부 이야기인 《빙도의 어부》(1886), 바스크 청년의 다하지 못한 사랑을 그린 《라문초 (Ramuncho)》(1897)가 있다.